# Креанж
Креа́нж (фр. Créhange) — коммуна во французском департаменте Мозель региона Лотарингия. Относится к кантону Фолькемон.	

## География
Креанж расположен в 31 км к востоку от Меца недалеко от центра кантона Фолькемона. Соседние коммуны: Триттлен-Редлаш на северо-востоке, Фолькемон на юго-востоке, Эльванж и Флетранж на западе.
Город стоит на реке Нид. Различают две исторически сложившиеся части города: «виллаж» (деревня) в южной части и «сите» (город) — в северной.

## История
- Креанж являлся местопребыванием сеньората, позже графства де Креанж в XII—XVIII веках. В XIII веке здесь был выстроен замок, развалины которого остались до нашего времени.
- Графство Креанж входило в состав Священной Римской империи и только в 1793 году после Великой французской революции по декрету Национального конвента стало французской территорией.

## Демография
По переписи 2008 года в коммуне проживало 3977 человек.	

## Достопримечательности
- Развалины круглой башни, единственной оставшейся от замка XIII века.
- Церковь Сен-Мишель 1760 года.

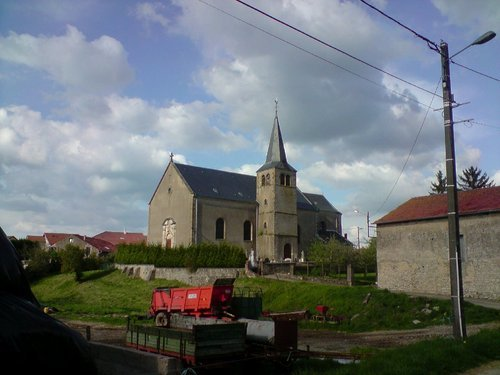
Церковь Сен-Мишель
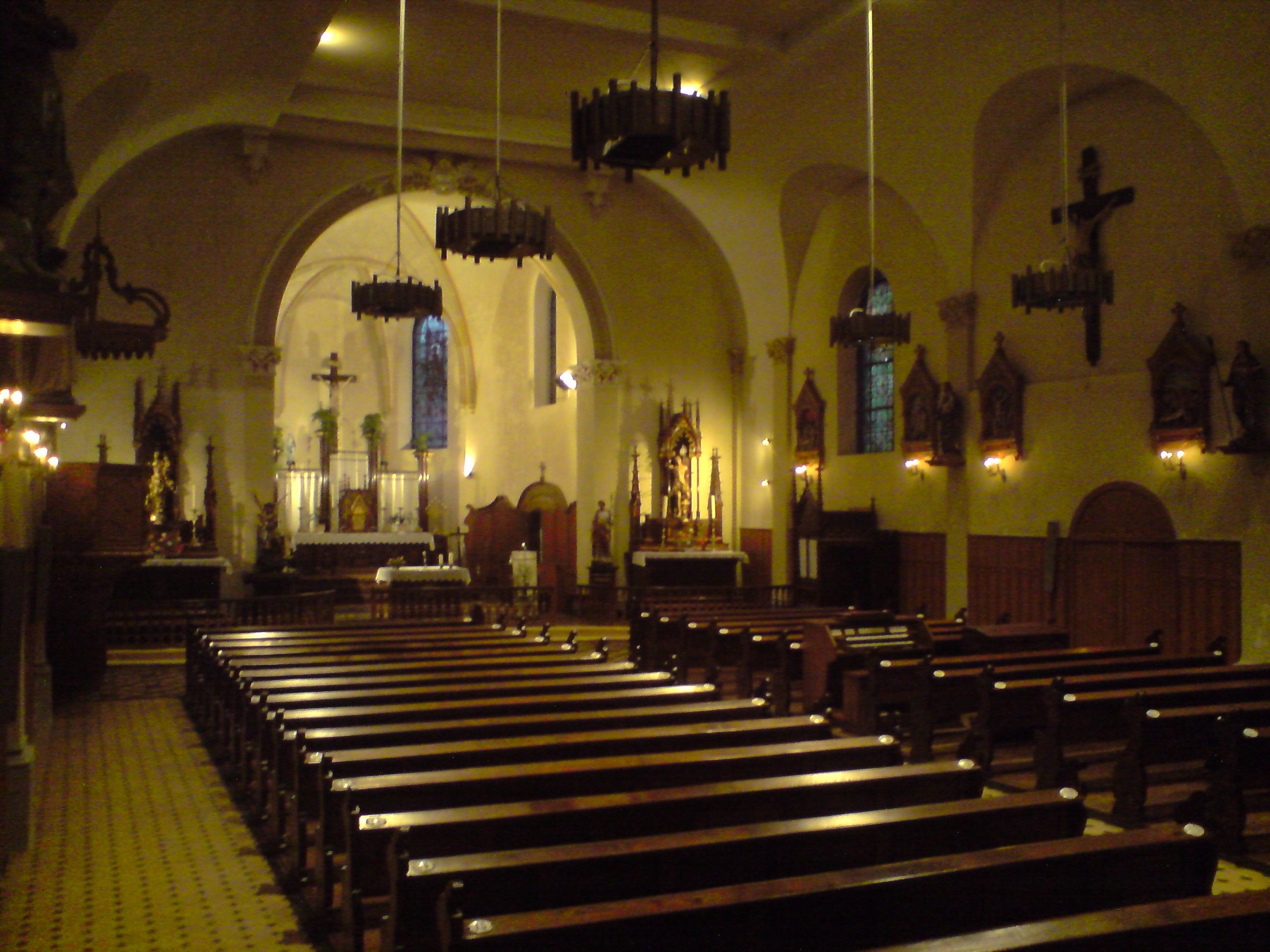
Церковь Сен-Мишель, внутреннее убранство
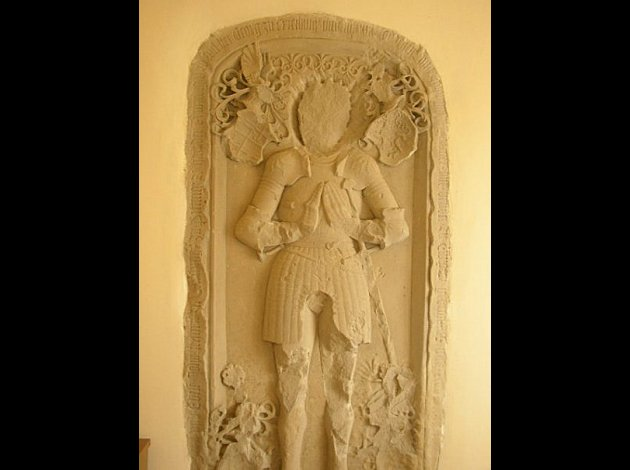
Могильная плита графа Жана V  де Креанж в церкви Сен-Мишель